# Pinhal intérieur Sud

Localisation du Pinhal intérieur Sud

Le Pinhal intérieur Sud – en portugais : Pinhal Interior Sul – est une des 30 sous-régions statistiques du Portugal.
Avec 11 autres sous-régions, il forme la région Centre.

## Géographie
Le Pinhal intérieur Sud est limitrophe :
- au nord, du Pinhal intérieur Nord et de la Cova da Beira,
- à l'est, de la Beira intérieure Sud,
- au sud, du Haut Alentejo,
- à l'ouest, du Moyen Tage.

## Données diverses
- Superficie : 1 906 km2
- Population (2001) : 44 804 hab.
- Densité de population : 23,51 hab./km2

## Subdivisions
Le Pinhal intérieur Sud groupe cinq municipalités (conselhos ou municípios, en portugais) :
- Mação
- Oleiros
- Proença-a-Nova
- Sertã
- Vila de Rei

1. 1 2  « Official Journal L 87/2023 », sur eur-lex.europa.eu (consulté le 13 janvier 2024)